# Македонски музей на съвременното изкуство
Вижте пояснителната страница за други значения на Музей на съвременното изкуство.
Македонският музей на съвременното изкуство (на гръцки: Μακεδονικό Μουσείο Σύγχρονης Τέχνης) е музей в град Солун, Гърция.

## История
Македонският музей на съвременното изкуство е основан през 1979 г. от група жители на Солун, след опустошителното земетресение от 1978 година. Инициативата принадлежи на Маро Лагия и е подкрепена от колекционера на предмети на изкуството, критик и меценат Александрос Йолас.
47 творби на съвременното изкуство, дарение от Йолас, са ядрото, около което се формира постоянната експозиция на музея. Впоследствие, ръководството на музея нарича на негово име новото триетажно крило. Дарението на Йолас служи за пример и е последвано от дарения от известните колекционери. Известни колекционери на Магда Кодзия, Франц Гайгер, Александрос и Доротея Ксидис, Георгиос и Димитриос Меймароглу, както и много художници даряват свои творби и колекции на музея.

## Постоянна експозиция
Постоянната експозиция на музея се състои от 2000 произведения на гръцки и чуждестранни художници. Освен нея в музея са организирани над 100 изложби на гръцки и чуждестранни художници: ретроспективи на Янис Царухис, Цоклис, Фотиос Кондоглу, Никос Хадзикирякос-Гикас, Коккинидис, Алекос Фасианос, Спиропулос, Психопаидис, Павлос, Кесанлис, Акритакис, Анди Уорхол, Кадзуракис и Пердикарис са били организирани за пръв път в Гърция. Други експозиции са посветени на експозицията на Флуксус, Робърт и Соня Делоне, Роберто Мата, Йозеф Бойс, Дейвид Хокни, Макс Ернст, Макс Бекман, Власис Канярис, Такис и много други. Македонският музей на съвременното изкуство е публикувал над 50 каталози, придружаващи лични и групови експозиции.

## Галерия
- Алексис Акритакис, „Самолет“, 1982
- Ники дьо Сен Фал, „Адам“
- Бутеас, „4 измерения"
- Зуни, „Червена колона“
- Денис Опенхайм, „Експлозии“

## Библиотека
Библиотеката съдържа над 2500 книги и публикации за живопис, скулптура и фотография. Всички каталози, публикувани от музея, аудио и видео материали, архиви, са достъпни за публиката.